# Thérèse Aya N'Dri Yoman
Thérèse Aya N'Dri Yoman, née le 15 octobre 1954 à Treichville, commune d'Abidjan, est une professeure agrégée de médecine et femme politique de Côte d'Ivoire, ministre de la Santé en 2011-2012.

## Biographie

### Famille et formation
Thérèse Aya N'Dri Yoman est née le 15 octobre 1954 à Treichville, commune d'Abidjan. Elle est mariée et mère de cinq enfants. Elle est titulaire d'un doctorat d'Etat à la faculté de médecine de l'université d'Abidjan obtenu en 1983, et d'une maîtrise en sciences biologiques et humaines à l'université Claude-Bernard-Lyon-I (1987-1989).

### Carrière professionnelle
Après avoir été reçue au concours de l'agrégation de médecine en hépato-gastro-entérologie en 1992, elle est nommée professeure titulaire et maître de conférences d'hépato-gastro-entérologie. Elle contribue alors fortement à l'harmonisation des formations médicales et des spécialités au sein de la communauté économique des États de l'Afrique de l'Ouest (CEDEAO), ainsi qu'à la co-création et au pilotage du cours régional d'épidémiologie et de vaccinologie (EPIVAC) entre 1991 et 2004..
Elle occupe successivement les fonctions de médecin résident étranger des hospices civils de Lyon (1988-1989), chef de service adjoint du service de médecine du centre hospitalier universitaire (CHU) de Yopougon (1990-1996), chef de service du service de médecine et d'hépato-gastro-entérologie du CHU de Yopougon (juillet 1996), présidente du comité d'hygiène et de la lutte contre les infections nosocomiales du CHU de Yopougon, coordonnateur ivoirien de PAC-CI/ Cellule AC12 de l'ANRS (PLNS/ANRS/Service de coopération française) : programme de recherche en 1996 sur le Syndrome d'immunodéficience acquise (VIH/SIDA), doyen de l'UFR des sciences médicales d'Abidjan de l'université de Cocody (février 1998-février 2004), secrétaire générale de la Conférence africaine des doyens de médecine d'expression française (CADMEF), présidente du Conseil scientifique du centre suisse de recherche scientifique (CSRS-Aout 2005), conseiller technique chargé de la coopération au ministère de la Santé et de l'Hygiène Publique (mars 2006-octobre 2006), puis enfin directeur général de la Santé(2006-2008).

### Carrière politique
Thérèse Aya N'Dri Yoman est nommée ministre de la Santé et de la lutte contre le Sida, de juin 2011 à novembre 2012.
Artisane principale de la politique de soins gratuits du premier gouvernement d'Alassane Ouattara, elle devient par la suite conseiller spécial auprès de la présidence de la République chargé de la Santé (décembre 2012) puis ambassadeur extraordinaire et plénipotentiaire de Côte d'Ivoire au Congo-Brazzaville le 13 juillet 2016. Son rôle dans la lutte contre les maladies tropicales négligées lui ont valu d'être promue membre expert du groupe consultatif stratégique et technique de l'Organisation mondiale de la santé (OMS) sur les maladies tropicales négligées en 2013.

### Militantisme politique
Thérèse Aya N'Dri Yoman est connue pour son militantisme au Parti démocratique de Côte d'Ivoire (PDCI RDA). Successivement secrétaire nationale adjointe à l'Education et la Recherche Scientifique du PDCI (février 2003), présidente du bureau du Congrès ordinaire des femmes du PDCI (août 2003) et vice-présidente de l'Union des femmes du PDCI (UFPDCI) pour la Santé et le Sida, Thérèse Aya N'Dri Yoman est en 2020 membre du bureau politique du parti.

### Vie associative
Thérèse Aya N'Dri Yoman est membre fondateur puis présidente de la Société ivoirienne de gastro-entérologie et d'endoscopie digestives (SIGEED), et membre de la Société nationale française de gastro-entérologie (SNFGE). Membre fondateur de l'Association francophone de formation continue en hépato-gastro-entérologie dont elle assure la présidence de 1999 à 2000, elle est secrétaire générale de l'Organisation des femmes d'Eburnie pour la Paix (OPEP) en 2002. Thérèse Aya N'Dri Yoman est membre de l'« Académie mondiale de médecine Albert Schweitzer », et membre fondateur et présidente de l'ONG Aconda-VS CI (ONG de prise en charge du VIH/SIDA).

### Distinctions
Thérèse Aya N'Dri Yoman est lauréate du Grand prix Beaufour de gastro-entérologie africaine (Brazzaville, mars 1985), médaillée d'or de l'Académie de médecine de Pologne, officier de l'ordre national de l'Education nationale, chevalier de l'ordre national de la Légion d'honneur,.

## Pour approfondir